# 后台子遗址
后台子遗址，位于中国河北省承德市金沟屯镇，为承德市滦平县的一个省级文物保护单位，类型为古遗址，公布时间为1993年7月15日。
后台子遗址的历史年代为新石器时代。